# Emil Waelsch
Emil Waelsch (9. dubna 1863 Praha – 6. června 1927 Brno) byl český matematik a učitel německo-židovského původu.

## Život
Emil Waelsch pocházel z pražské židovské rodiny. Jeho otec Benedikt Wealsch byl obchodníkem s chmelem, bratr Ludwig (1867–1924) byl později profesorem medicíny na Německé univerzitě v Praze. Emil Waelsch vystudoval I. německou vyšší reálku v Praze a od října roku 1880 studoval jako řádný posluchač na Německé vysoké škole technické v Praze a současně jako mimořádný posluchač na Německé univerzitě v Praze. Již v této době publikoval své první samostatné matematické práce, které byly věnovány geometrii. Ve školním roce 1884/85 navštěvoval Waelsch přednášky Felixe Kleina (1849–1925) na Lipské univerzitě, v roce 1885/86 přednášky Paula Gordana (1837–1912) a Maxe Noethera (1844–1921) na Erlangensko-norimberské univerzitě. V prosinci roku 1885 vykonal Waelsch na Německé univerzitě v Praze zkoušku učitelské způsobilosti pro matematiku a deskriptivní geometrii. Svoji vysokoškolskou kariéru začal jako asistent deskriptivní geometrie u profesora Karla Küppera na německé technice v Praze v říjnu roku 1886. Na tomto místě působil do konce září roku 1892, kdy odešel na další stipendijní pobyt do Lipska. V Lipsku navštěvoval Waelsch ve školním roce 1892/93 přednášky profesora Sophuse Lie (1842–1899).
V červnu roku 1888 byl Waelsch promován doktorem filozofie na Erlangensko-norimberské univerzitě, když obhájil disertační práci Über das Normalensystem und die Centralfläche algebraischer Flächen insbesondere der Flächen 2. Ordnung a složil rigorózní zkoušky z matematiky a fyziky. Ministerským výnosem ze 14. září 1890 byl Wealsch jmenován soukromým docentem deskriptivní geometrie na německé technice v Praze. Od následujícího semestru konal (s výjimkou období, kdy byl na studijním pobytu v Lipsku) své přednášky, které se postupně věnovaly základům deskriptivní geometrie, elementární geometrii kuželoseček, přímkové geometrii, teorii algebraických křivek a diferenciální geometrii.
Ve školním roce 1891/92 se Waelsch poprvé ucházel o místo profesora na brněnské technice. Jednalo se o místo profesora deskriptivní geometrie po odchodu Gustava Peschky do Vídně. Na konci roku 1892 se Waelsch ucházel o stolici mimořádného profesora matematiky na Německé univerzitě v Praze, když 10. října toho roku jmenoval císař dosavadního mimořádného profesora Georga Picka řádným profesorem. Waelsch byl profesorským sborem navržen na prvním místě, ale profesorem byl jmenován Karl Bobek. Nicméně ještě během roku 1893 došlo k dalšímu pokusu o Waelschovo jmenování mimořádným profesorem na pražské univerzitě. Ovšem ke zřízení třetí stolice matematiky na pražské německé technice nedošlo. Proto odešel Waelsch po svém druhém návratu z Lipska do Curychu, kde byl ve školním roce 1893/94 asistentem a soukromým docentem na technice u profesora Wilhelma Fiedlera. Poté se však do Prahy vrátil a na německé technice konal přednášky o přímkové geometrii.
Rok 1895 vyřešil Waelschovy existenční starosti, když byl 1. září 1895 jmenován mimořádným profesorem matematiky na technice v Brně. Řádným profesorem byl jmenován 8. září 1898 a o rok později získal 8. srpna 1899 definitivu. Jako velmi dobrý matematik a geometr na sebe i nadále poutal pozornost při obsazování míst profesorů na vysokých školách v Rakousku, ale nakonec v Brně zůstal až do konce svého života.
Emil Waelsch ovlivnil vyučování matematických oborů na německé technice v Brně po dobu více než 30 let. Z jeho iniciativy byl na brněnské technice v roce 1908 zřízen pojistně-technický kurz. Kromě toho se podílel i na vedení školy. V letech 1898–1900 byl děkanem všeobecného oddělení. V letech 1902 až 1904 a 1910 až 1912 byl děkanem strojního a elektrotechnického oddělení. V roce 1905 Waelsch odmítl návrh na jmenování rektorem. V roce 1910 přešel Waelsch na stolici deskriptivní geometrie a během jeho působení na této stolici došlo v Brně k vytvoření modelu vyučování geometrických předmětů, který neměl na rakouských a československých vysokých školách technických obdoby.
Waelsch byl od roku 1892 jedním z prvních členů Deutsche Mathematiker-Vereinigung. Poměrně často se účastnil zasedání této společnosti. V roce 1924 se stal skutečným členem Německé společnosti pro podporu vědy, umění a literatury v Československu. Brzy po jeho smrti zřídila tato společnost v září roku 1927 nadaci Emila Waelsche pro posluchače brněnské německé techniky, kteří dosáhnou nejlepších výsledků v geometrii.
Většina Waelschových prací již do jeho jmenování profesorem geometrie  byla věnována právě tomuto oboru. Jeho disertační i habilitační práce obsahují výsledky týkající se přímkových kongruencí. Řadu výsledků, kterých Waelsch v těchto pracích dosáhl, nalezneme citované v pracích Reye, Studyho, Darbouxe, Bianchiho a z toho je zřejmé, že byly známy geometrům domácím i zahraničním. Některé z Waelschových prací jsou věnovány úlohám deskriptivní geometrie. Velkou pozornost věnoval Waelsch binární analýze, přičemž se snažil aplikovat její výsledky na řešení nejrůznějších geometrických, algebraických i fyzikálních problémů.